# HD22615
HD22615 — хімічно пекулярна зоря спектрального класу A3, що має видиму зоряну величину в смузі V приблизно  6,5.
Вона  розташована на відстані близько 494,2 світлових років від Сонця.

## Фізичні характеристики
Зоря HD22615 обертається 
порівняно повільно 
навколо своєї осі. Проєкція її екваторіальної швидкості на промінь зору становить  Vsin(i)= 36км/сек.